# Schillerwein

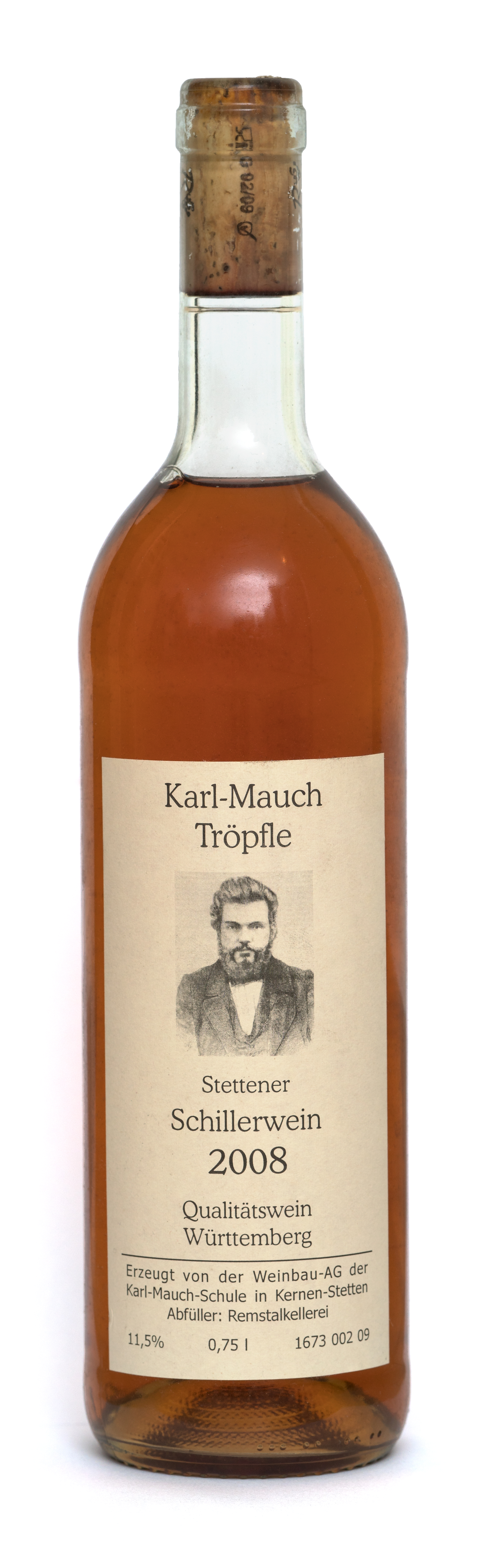
Schillerwein der Weinbau-AG in Stetten

Schillerwein, auch kurz Schiller, ist ein Wein, den man aus einem Gemisch weißer und roter Trauben herstellt, die im Gemischten Satz, also aus derselben Parzelle (Weinberg) geerntet und noch vor der Maische vermengt wurden. Schillerwein, ein Rotling, wird hauptsächlich in Württemberg, aber auch in Sachsen (Großlage Lößnitz, hier Schieler genannt), Graubünden, im St. Galler Rheintal und im Kanton Wallis, sowie Unterfranken hergestellt. Der Wein wurde nicht nach dem Dichter Friedrich von Schiller, sondern schon seit dem 16. Jahrhundert nach seiner schillernden Farbe benannt.
Alle im Anbaugebiet Württemberg angebauten Rebsorten dürfen dafür verwendet werden, weshalb Schillerwein sehr variabel ist. In Graubünden muss der Anteil roter Trauben den der weißen überwiegen. Im Wallis hingegen werden 85 % Fendant mit 15 % Pinot Noir zum Schiller vinifiziert.
Ein Rotling muss mindestens die Qualitätsstufe QbA (Qualitätswein bestimmter Anbaugebiete) besitzen, um als Schillerwein vermarktet werden zu dürfen.